# Acianthera breviflora
Acianthera brevifolia é uma espécie de orquídea (Orchidaceae) originária de Santa Catarina, Rio de Janeiro e Espírito Santo, Brasil. São plantas de tamanho médio a pequeno, muito robustas, de crescimento subcespitoso, caules mais curtos que as folhas, espessos e cilíndricos, folhas espessas e duras, ovais, inflorescência com duas a três flores brancas pesadamente maculadas de púrpura claro, externamente pubescentes com ovário pubescente. É comum encontraram-se plantas autogâmicas cujas flores nem chegam a abrir.
Esta espécie foi descrita por Lindley para o México no entanto jamais foi novamente encontrada lá. O mais provável é que tenha sido um engano de Loddiges, ou as plantas misturaram-se no herbário com outras procedentes do Brasil. Uma ilustração colorida feita a partir de uma flor fresca demonstra ser igual à planta posteriormente descrita por Barbosa Rodrigues como Pleurothallis spilantha, depois Acianthera spilantha.

## Publicação e sinônimos
- Acianthera breviflora (Lindl.) Luer, Monogr. Syst. Bot. Missouri Bot. Gard. 95: 253 (2004).

Sinônimos homotípicos:
- Pleurothallis breviflora Lindl., Edwards's Bot. Reg. 27(Misc.): 59 (1841).
- Humboltia breviflora (Lindl.) Kuntze, Revis. Gen. Pl. 2: 667 (1891).